# Bheemasandra, Chiknayakanhalli
Bheemasandra là một làng thuộc tehsil Chiknayakanhalli, huyện Tumkur, bang Karnataka, Ấn Độ.